# Barnes (Familienname)
Barnes ist ein Familienname.

## Namensträger

### A
- Adia Barnes (* 1977), US-amerikanische Basketballspielerin und -trainerin
- Alan Barnes (* 1959), britischer Jazz-Musiker (Altsaxophon, Baritonsaxophon, Klarinette)
- Alf Barnes (1913–1990), britischer Boxer
- Albert C. Barnes (1872–1951), US-amerikanischer Arzt und Kunstsammler
- Alice Barnes (* 1995), britische Radsportlerin, siehe Alice Wood
- Allan Barnes (1949–2016), US-amerikanischer R&B- und Jazzmusiker
- Andre Barnes, US-amerikanischer Rapper, siehe A. G. (Rapper)
- Archie Barnes (* 2006), britischer Schauspieler
- Arthur K. Barnes (1909–1969), US-amerikanischer Science-Fiction-Autor
- Ashley Barnes (* 1989), englischer Fußballspieler

### B
- Barnabe Barnes (um 1569–1609), englischer Schriftsteller
- Ben Barnes (Politiker) (* 1938), US-amerikanischer Politiker (Texas)
- Ben Barnes (Schauspieler) (* 1981), britischer Schauspieler
- Benny Barnes (Musiker) (1936–1987), US-amerikanischer Country-Musiker
- Benny Barnes (Footballspieler) (* 1951), US-amerikanischer American-Football-Spieler
- Berrick Barnes (* 1986), australischer Rugby-Union-Spieler
- Beverly Barnes (* 1951), kanadische Basketballspielerin
- Billy Barnes (Cricketspieler) (1852–1899), englischer Cricketspieler
- Billy Barnes (Fußballspieler) (1879–1962), englischer Fußballspieler und -trainer
- Billy Barnes (Boxer), irischer Boxer
- Billy Barnes (Komponist) (1927–2012), amerikanischer Komponist und Liedtexter
- Binnie Barnes (1903–1998), britische Schauspielerin
- Bootsie Barnes (1937–2020), US-amerikanischer Jazz-Saxophonist
- Brandon Barnes (* 1978), US-amerikanischer Musiker
- Brenda C. Barnes (1953–2017), US-amerikanische Managerin
- Brian Barnes (Schwimmer) (* 1934), britischer Schwimmer
- Brian Barnes (Golfspieler) (1945–2019), britischer Golfspieler
- Brian James Barnes (1933–2017), australischer Ordensgeistlicher, Erzbischof von Port Moresby
- Bruce Barnes, US-amerikanischer Bluesmusiker und Sänger

### C
- Cassius McDonald Barnes (1845–1925), Gouverneur von Oklahoma
- Cayla Barnes (* 1999), US-amerikanische Eishockeyspielerin
- Celera Barnes (* 1998), US-amerikanische Sprinterin
- Charles Barnes (1901–1998), australischer Politiker und Pferdezüchter
- Charles Reid Barnes (1858–1910), US-amerikanischer Botaniker
- Chester Barnes (1947–2021), englischer Tischtennisspieler
- Chris Barnes (Filmeditor) (* 1938), britischer Filmeditor
- Chris Barnes (Schauspieler, I), US-amerikanischer Schauspieler
- Chris Barnes (Schauspieler, 1965) (* 1965), US-amerikanischer Schauspieler
- Chris Barnes (Schauspieler, III), US-amerikanischer Schauspieler
- Chris Barnes (Musiker) (* 1966), US-amerikanischer Musiker
- Chris Barnes (Bowlingspieler) (* 1970), US-amerikanischer Bowlingspieler
- Christopher Daniel Barnes (* 1972), Schauspieler und Synchronsprecher
- Clive Barnes (1927–2008), US-amerikanischer Theater- und Tanzkritiker
- Cooper Barnes (* 1979), US-amerikanischer Schauspieler

### D
- Daniela Rachele Barnes (* 1965), amerikanisch-deutsche Schauspielerin, siehe Lara Wendel
- Darrius Barnes (* 1986), US-amerikanischer Fußballspieler
- Dave Barnes (* 1978), US-amerikanischer Singer/Songwriter
- David Barnes (Manager), US-amerikanischer Manager
- David Barnes (Fußballspieler) (* 1961), englischer Fußballspieler
- David Barnes (Bogenschütze) (* 1986), australischer Sport-Bogenschütze
- David Leonard Barnes (1760–1812), US-amerikanischer Jurist
- Demas Barnes (1827–1888), US-amerikanischer Politiker
- Demore Barnes (* 1976), kanadischer Schauspieler
- Dillon Barnes (* 1996), englischer Fußballtorhüter
- Djuna Barnes (1892–1982), US-amerikanische Schriftstellerin
- Don Barnes (* 1952), US-amerikanischer Rocksänger und Gitarrist

### E
- Edward Barnes (1776–1838), britischer Offizier und Kolonialbeamter
- Edwin Barnes (1935–2019), britischer Geistlicher, Bischof der Church of England, ab 2011 Priester der Römisch-katholischen Kirche
- Eileen Barnes (1876–1956), irische Künstlerin
- Elliot Barnes-Worrell (* 1991), englischer Theater- und Filmschauspieler, Dichter und Regisseur
- Emile Barnes (1892–1970), US-amerikanischer Jazzmusiker
- Emre Zafer Barnes (* 1988), türkischer Sprinter jamaikanischer Herkunft
- Enriqueta Estela Barnes de Carlotto (* 1930), Präsidentin der Vereinigung Großmütter vom Plaza de Mayo
- Eric Barnes (1924–2000), australischer Mathematiker
- Erica Barnes (* 1992), US-amerikanische Basketballspielerin
- Ernest Barnes (Leichtathlet) (1885–??), britischer Marathonläufer
- Ernest Barnes (Hockeyspieler) (* 1937), neuseeländischer Hockeyspieler
- Ernest William Barnes (1874–1953), britischer Mathematiker und Theologe
- Eustace Barnes (* 1963), britischer Vogelillustrator und Leiter von Vogelbeobachtungstouren
- Evansroy Barnes (Evansroy Lesron Steve Barnes, * 1996), Fußballspieler von St. Kitts und Nevis

### F
- F. C. Barnes (1929–2011), US-amerikanischer Bischof und Gospelsänger
- Frank C. Barnes (1918–1992), US-amerikanischer Fachbuchautor und Jurist
- Frank Stanley Barnes (1900–1978), britischer Autorennfahrer
- Frederick Kynaston Barnes (1828–1908), britischer Schiffbauingenieur

### G
- George Barnes (Sportschütze) (1849–1934), britischer Sportschütze
- George Barnes (Fußballspieler, 1876) (1876–1946), englischer Fußballspieler
- George Barnes (Schauspieler) (1880–1951), US-amerikanischer Schauspieler
- George Barnes (Kameramann) (1892–1953), US-amerikanischer Kameramann
- George Barnes (Fußballspieler, 1899) (1899–1961), englischer Fußballspieler
- George Barnes (Musiker) (1921–1977), US-amerikanischer Jazzgitarrist
- George F. Barnes Jr., bekannt als Machine Gun Kelly (Krimineller) (1895–1954), US-amerikanischer Krimineller der Prohibitionszeit
- George Nicoll Barnes (1859–1940), britischer Politiker
- George Thomas Barnes (1833–1901), US-amerikanischer Politiker
- Gerald Richard Barnes (* 1945), Bischof von San Bernardino
- Gerilin Barnes (* 2008), Leichtathletin aus Antigua und Barbuda

### H
- Hannah Barnes (* 1993), britische Radsportlerin
- Harrison Barnes (* 1992), US-amerikanischer Basketballspieler
- Harry Elmer Barnes (1889–1968), US-amerikanischer Soziologe und Kulturhistoriker
- Harry G. Barnes Jr. (1926–2012), US-amerikanischer Diplomat
- Harvey Barnes (Fußballspieler) (* 1997), englischer Fußballspieler
- Harvey Barnes (Radsportler) (* 1999), irischer Radsportler
- Heinrich Barnes (* 1986), südafrikanischer Ringer
- Helen Barnes (1895–1925), US-amerikanische Musical-Schauspielerin und Tänzerin
- Henson P. Barnes († 2015), US-amerikanischer Politiker, Jurist und Unternehmer
- Howard Turner Barnes (1873–1950), US-amerikanischer Physiker
- Hugh Shakespear Barnes (1853–1940), britischer Verwaltungsbeamter

### I
- Ian Barnes (* 1967 oder 1968), britischer Regisseur
- Irene Barnes Taeuber (1906–1974),  US-amerikanische Demografin

### J
- Jack Barnes (Footballspieler) (1905–1999), australischer Australian-Football-Spieler
- Jack Barnes (Fußballspieler) (1908–2008), englischer Fußballspieler
- Jack Barnes (Leichtathlet) (* 1911), britischer Hürdenläufer und Sprinter
- Jack Barnes (Mediziner) (1922–1985), australischer Arzt und Physiker
- Jack Barnes (Politiker) (* 1940), US-amerikanischer Politiker (SWP)
- Jackie Barnes (* 1986), US-amerikanische Goalballspielerin
- James Barnes (General) (1801–1869), US-amerikanischer Offizier
- James Barnes (Komponist) (* 1949), US-amerikanischer Komponist
- James Donald Barnes (1907–1970), britischer Automobilrennfahrer
- James M. Barnes (James Martin Barnes; 1899–1958), US-amerikanischer Politiker
- James Phillip Barnes (1962–2023), US-amerikanischer Mörder, siehe Im Todestrakt (Fernsehserie) #Staffel I
- Jennifer Lynn Barnes, US-amerikanische Schriftstellerin und Psychologin
- Jim Barnes (Golfspieler) (James Martin Barnes; 1886–1966), US-amerikanischer Golfspieler
- Jim Barnes (Basketballspieler) (Velvet James Barnes; 1941–2002), US-amerikanischer Basketballspieler
- Jimmy Barnes (* 1956), australischer Rocksänger
- Jo-Anne Barnes (* 1954), australische Schwimmerin
- Joanna Barnes (1934–2022), US-amerikanische Schauspielerin und Schriftstellerin
- John Barnes (Mönch) († 1661), englischer Benediktinermönch
- John Barnes (Diplomat) (1917–1992), britischer Diplomat
- John Barnes (Anthropologe) (1918–2010), australisch-britischer Anthropologe
- John Barnes (Regisseur) (1920–2000), US-amerikanischer Filmproduzent und Filmregisseur
- John Barnes (Leichtathlet) (1929–2004), US-amerikanischer Leichtathlet
- John Barnes (Musiker) (* 1932), britischer Jazzmusiker
- John Barnes (Schriftsteller) (* 1957), US-amerikanischer Science-Fiction-Autor
- John Barnes (Fußballspieler) (* 1963), englischer Fußballspieler
- John Henry Barnes (1927–1989), US-amerikanischer Prediger
- John Landes Barnes (1906–1976), US-amerikanischer Ingenieur und Mathematiker
- John Peter Barnes (1881–1959), US-amerikanischer Jurist
- Jonathan Barnes (* 1942), britischer Philosoph
- Joselpho Barnes (* 2001), ghanaisch-deutscher Fußballspieler
- Joshua Barnes (1654–1712), britischer Hochschullehrer, Fachmann für griechische Sprache und Geschichte
- Joslyn Barnes, Filmproduzentin, Drehbuchautorin und Regisseurin
- Julia Barnes (1962–2017), britische Radiomoderatorin
- Julian Barnes (* 1946), britischer Schriftsteller
- Juliana Barnes (um 1400–nach 1460), englische Schriftstellerin, siehe Juliana Berners
- Justus D. Barnes (1862–1946), US-amerikanischer Stummfilmschauspieler

### K
- Kay Waldo Barnes (* 1938), US-amerikanische Politikerin
- Ken Barnes (1929–2010), englischer Fußballspieler und -trainer
- Ken Barnes (Autor) († 2015), britischer Autor und Schallplattenproduzent
- Kirsten Barnes (* 1968), kanadische Ruderin

### L
- Lacee Barnes (* 1999), kaimanianische Leichtathletin
- Lacy Barnes-Mileham (* 1964), US-amerikanische Diskuswerferin
- Lanny Barnes (* 1982), US-amerikanische Biathletin
- Lauren Barnes (* 1989), US-amerikanische Fußballspielerin
- Lee Barnes (1906–1970), US-amerikanischer Leichtathlet
- Leroy Barnes (1933–2012), früherer US-amerikanischer Drogenbaron und Gangsterchef
- Lewis Barnes (* 1955), US-amerikanischer Jazztrompeter
- Linda Barnes (* 1949), US-amerikanische Krimi-Schriftstellerin
- Liz Barnes (* 1951), britische Mittelstreckenläuferin und Sprinterin
- Louise Barnes (* 1974), südafrikanische Schauspielerin
- Lyman E. Barnes (1855–1904), US-amerikanischer Politiker

### M
- Mabel Barnes (1905–1993), US-amerikanische Mathematikerin und Hochschullehrerin
- Mae Barnes (1907–1996), US-amerikanische Sängerin, Tänzerin und Schauspielerin
- Mandela Barnes (* 1986), US-amerikanischer Politiker
- Margaret Ayer Barnes (1886–1967), US-amerikanische Roman- und Kurzgeschichtenautorin und Dramatikerin
- Marvin Barnes (1952–2014), US-amerikanischer Basketballspieler
- Mary Barnes (1923–2001), britische Künstlerin und Schriftstellerin
- Matt Barnes (* 1980), US-amerikanischer Basketballspieler
- Matt Barnes (Baseballspieler) (* 1990), US-amerikanischer Baseballspiele
- Michael D. Barnes (* 1943), US-amerikanischer Politiker
- Milton Barnes (Politiker) (1830–1895), US-amerikanischer Politiker (Ohio)
- Milton Barnes (Komponist) (1931–2001), kanadischer Jazzschlagzeuger, Komponist und Dirigent
- Milton Barnes (Basketballspieler), US-amerikanischer Basketballspieler
- Milton Barnes (Schauspieler), kanadischer Schauspieler
- Milton Nathaniel Barnes (* 1954), liberianischer Politiker (LDP) und Diplomat
- Miriam Barnes (* 1983), US-amerikanische Sprinterin
- Monica Barnes (1936–2018), irische Politikerin
- Murray Barnes (1954–2011), australischer Fußballspieler

### N
- N’Kosie Barnes (* 1974), Sprinter aus Antigua und Barbuda
- Nicol Barnes (1941–2008), australischer Wasserballspieler

### O
- Ortheia Barnes Kennerly (1945–2015), US-amerikanische Sängerin und Bürgerrechtsaktivistin

### P
- Paddy Barnes (* 1987), nordirischer Boxer
- Pancho Barnes (1901–1975), US-amerikanische Stuntpilotin
- Pete Barnes (1962–2013), britischer  Hubschrauberpilot
- Peter Barnes (Dramatiker) (1931–2004), britischer Dramatiker und Drehbuchautor
- Peter Barnes (Fußballspieler, 1938) (1938–2014), englischer Fußballspieler
- Peter Barnes (Unternehmer) (* 1940), US-amerikanischer Unternehmer und Autor
- Peter Barnes (Fußballspieler, 1957) (* 1957), englischer Fußballspieler und -trainer
- Peter Barnes (Schauspieler), britischer Schauspieler
- Peter J. Barnes junior (1928–2018), US-amerikanischer Politiker
- Peter J. Barnes (Mediziner) (* 1946), britischer Mediziner
- Peter J. Barnes III (1956–2021), US-amerikanischer Politiker
- Pinkie Barnes (1915–2012), englische Tischtennisspielerin
- Polo Barnes (1901–1981), US-amerikanischer Jazzmusiker
- Priscilla Barnes (* 1954), US-amerikanische Schauspielerin

### R
- Randy Barnes (* 1966), US-amerikanischer Kugelstoßer
- Rayford Barnes (1920–2000), US-amerikanischer Schauspieler
- Richard Barnes (Bischof) (1532–1587), Bischof von Durham
- Richard Barnes (Sänger) (* 1944), englischer Sänger
- Robert Barnes (Antonius Angelus, Anthonius Amarius, Antony Barnes; um 1495–1540), englischer Theologe der Reformationszeit und Märtyrer
- Roger Barnes (* 1945), kanadischer Wrestler, siehe Ron Garvin
- Rolph Barnes (1904–1982), kanadischer Mittelstreckenläufer
- Ronald Barnes (* 1941), brasilianischer Tennisspieler
- Roy Barnes (* 1948), US-amerikanischer Politiker

### S
- Sally Oppenheim-Barnes, Baroness Oppenheim-Barnes (1928–2025), britische Politikerin (Conservative Party)
- Scottie Barnes (* 2001), US-amerikanischer Basketballspieler
- Sebastian Barnes (* 1976), ehemaliger ghanaischer Fußballspieler
- Steven Barnes (* 1952), US-amerikanischer Science-Fiction-Autor
- Stu Barnes (* 1970), kanadischer Eishockeyspieler und -trainer

### T
- Thomas Barnes (Journalist) (1785–1841), britischer Journalist
- Thomas N. Barnes (1930–2003), US-amerikanischer Chief Master Sergeant of the Air Force
- Tom Barnes (* 1959),  US-amerikanischer Bobsportler
- Timothy D. Barnes (* 1942), britischer Althistoriker
- Tracey Ann Barnes (* 1975), jamaikanische Leichtathletin
- Tracy Barnes-Coliander (* 1982), US-amerikanische Biathletin
- Trevor J. Barnes (* 1956), britischer Geograph

### V
- Velvet James Barnes (1941–2002), US-amerikanischer Basketballspieler
- Victoria Barnes (* 1993), britische Bahnradsportlerin, siehe Victoria Williamson

### W
- Wade Barnes (1954–2012), US-amerikanischer Jazz-Schlagzeuger, Komponist, Musikproduzent, Arrangeur und Musikpädagoge
- Walley Barnes (1920–1975), walisischer Fußballspieler und Moderator
- Walter Barnes (Musiker) (1905–1940), US-amerikanischer Jazz-Musiker und Bandleader
- Walter Barnes (1918–1998), US-amerikanischer Schauspieler
- Wayne Barnes (* 1979), britischer Rugby-Union-Schiedsrichter
- Will Barnes (* 1988), US-amerikanischer Basketballspieler
- William Barnes (Richter) († 1505), englischer Richter und Geistlicher, Bischof von London
- William Barnes (Dichter) (1801–1886), britischer Dichter, Schriftsteller und Philologe
- William Barnes (Sportschütze) (Thomas William Barnes; 1876–1925), kanadischer Sportschütze

### Z
- Zandrion Barnes (* 2001), jamaikanischer Sprinter